# Megalurulus mariei
Megalurulus mariei là một loài chim trong họ Locustellidae.